# Tušilović
Tušilović je naselje u Republici Hrvatskoj, u sastavu Grada Karlovca, Karlovačka županija. 

## Stanovništvo
Prema popisu stanovništva iz 2001. godine, naselje je imalo 511 stanovnika te 161 obiteljskih kućanstava.
| broj stanovnika | 348   | 374   | 379   | 411   | 426   | 390   | 383   | 479   | 397   | 388   | 382   | 333   | 380   | 396   | 511   | 631   | 532   |
|                 | 1857. | 1869. | 1880. | 1890. | 1900. | 1910. | 1921. | 1931. | 1948. | 1953. | 1961. | 1971. | 1981. | 1991. | 2001. | 2011. | 2021. |

## Vanjske poveznice
- Mjesni odbor  Arhivirana inačica izvorne stranice od 27. prosinca 2013. (Wayback Machine)